# أغاتس
أَغاتِس أو كُوْرِي أو دَمَّارَة (الاسم العلمي Agathis)، جنس أشجار برية كبيرة من فصيلة الصنوبريات،
ساقُها جالسة، أغصانُها في العادة مُنبسطة، أوراقها دائمة، عَريضة. كرزها شبه كروي أو عريض الشكل البيضاني، مؤلف من حراشف
مُسطحة، عريضة، جلدية أو شبه ليفية، مُعلبة عند النضج. البزور صغيرة. نُضج مُحوِل. إنتاش رأسي.

## الأنواع
تضم حوالي 15 نوعًا في شبه الجزيرة المالاوية، أستراليا الشرقية، كاليدونيا الجديدة،
نيوزيلندا، الراتنج المسمى دَمَّار يَحصل من أنواغ أغاتس، ويُستعمل في الطب والصناعات وفي صُنع مُشمعات الأرضية.
من الأنواع أغاتس أستراليا، تعلو 35 مترًا. أغاتس بروان تبلغ 40 مترًا. إن تكثير الأغاتيس يتم بالبزرة والعُقلة
وتطعيم النوع النموذجي، وعند الضرورة يتم بتطعيم الأروكاريا..